# Hélène Paléologue (fille de Demetrios)
Pour sa cousine, voir Hélène Paléologue de Morée.
Hélène Paléologue ( grec moderne : Ἑλένη Παλαιολογίνα ; 23 avril 1442 – c.1469), connue également sous le nom d' Helena Hatun, était la fille et l'unique enfant de Demetrios Paléologue, despote de Morée, frère du dernier empereur byzantin Constantin XI Paléologue. Sa mère était Théodora Asanina ,membre de la famille Asen, une famille qui avait autrefois gouverné la Bulgarie. Célèbre pour sa beauté, le sultan Mehmed II, qui avait conquis Constantinople en 1453, la prit dans son harem après sa conquête de la Morée en 1460, mais décida bientôt de la laisser en province, peut-être par peur d'être empoisonné par elle.
Au lieu de rester dans le harem du sultan, Hélène reçut une pension et un grand domaine à Andrinople, où elle vécut jusqu'à sa mort de causes inconnues vers 1469, à seulement 27 ans.

## Biographie
Helena Palaiologina, née le 23 avril 1442,était la fille et unique enfant de Demetrios Palaiologos, despote de Morée, frère de Constantin XI Paléologue, le dernier empereur byzantin. Sa mère était Theodora Asanina, la fille de Paul Asan, membre de l'ancienne dynastie Asen, qui avait autrefois gouverné le Second Empire bulgare. Au moment de la naissance d'Hélène, Démétrios était le despote de Mesembria, n'étant nommé despote de Morée qu'en 1449. À son époque, Hélène était célèbre pour sa beauté et fougueux.,,
En 1455, deux ans après la chute de Constantinople, le père d'Hélène, Démétrios, tenta d'arranger une alliance matrimoniale avec le Aragon et le Naples en fiançant Hélène, alors âgée de 13 ans, à un petit-fils du roi Alphonse le Magnanime. Après le sultan Mehmed II, qui avait conquis Constantinople en 1453 et régnait désormais en tant que suzerain de Démétrios et de son co-despote et Le frère cadet de Thomas Palaiologos envahit la Morée en 1458 parce qu'il n'avait pas reçu le tribut convenu entre les deux despotes, ces projets de mariage échouèrent. Au lieu de cela, Mehmed proclama qu'il épouserait Hélène.

De 1459 à 1460, Démétrios et Thomas se livrèrent une guerre civile pour le contrôle de la Morée, qui ne prit fin qu'avec l'intervention de Mehmed II et l'annexion de leurs deux territoires à l'Empire ottoman. Alors que Thomas s'échappa en exil, Démétrios se rendit aux Ottomans à Mystras sans combattre. Comme il craignait les représailles du sultan, Hélène et sa mère Théodore avaient déjà été envoyées en sécurité à Monemvasia. Le 31 mai, Mehmed II arriva à l'extérieur de Mystra et rencontra Démétrios effrayé, exigeant de ce dernier qu'il rappelle Théodora et Hélène de Monemvasia et les livre au sultan afin qu'elles puissent l'accompagner à Andrinople.,, Le sultan avait probablement, au moins initialement, l'intention qu'Hélène, alors âgée de 18 ans, entre dans son harem, et la confia, ainsi que sa mère, à certains des eunuques de son entourage. Selon l'historien byzantin Theodore Spandounès, Mehmed n'a jamais épousé Hélène :

« Le despote Démétrios qui régnait à Mistra semble avoir permis au sultan de conquérir le Péloponnèse parce que Mehmed avait promis de prendre sa fille pour épouse. Elle était sa seule enfant et l'héritière de tout ce qu'il possédait. Mehmed, cependant, ne voulait plus épouser la fille de Démétrios ; et elle mourut vierge à Andrinople. »

La raison pour laquelle Hélène n'est pas restée dans le harem du sultan est inconnue, mais il est possible que Mehmed II ait craint que la jeune fille ne tente de l'empoisonner.,, Au lieu de cela, Hélène a reçu une pension et un grand domaine à Andrinople de la part du sultan, bien qu'il lui ait été interdit de se marier. Elle mourut de causes inconnues vers 1469, à l'âge de 27 ans seulement, et ses deux parents, si frappés par le chagrin qu'ils se retirèrent dans la vie monastique, moururent l'année suivante.,